# 332 Сірі
332 Сірі (332 Siri) — астероїд головного поясу, відкритий 19 березня 1892 року Максом Вольфом.